# ナチュラルビューティースタイリスト
ナチュラルビューティースタイリストとは、植物からの健康知識の民間資格である。実際、人にスキンケアやヘアケア等の美容のような施術をするには、美容師免許が必要となる。

## 教材
- ナチュラルビューティスタイリスト検定 公式テキスト（公益社団法人日本アロマ環境協会）407340055X